# Szatonia
Szatonia (dawn. Szatonie) – dawna wieś w dawnym województwie i powiecie łęczyckim, obecnie osiedle w granicach miasta Aleksandrowa Łódzkiego. 
Przez osiedle przebiega droga krajowa nr 72. Do 1991 r. przez Szatonię prowadziła linia tramwajowa nr 44, która dojeżdżała do Aleksandrowa Łódzkiego.
Szatonia jest sołectwem miejskim.

## Historia
Dawniej samodzielna miejscowość. Od 1867 w gminie Brużyca. W okresie międzywojennym należał do powiatu łódzkiego w woj. łódzkim. W 1921 roku liczył 105 mieszkańców. 27 marca 1924 zniesiono gminę Brużyca, a Szatonie włączono do nowo utworzonej gminy Brużyca Wielka. 1 września 1933 Szatonia ustanowiła odrębną gromadę (sołectwo) w granicach gminy Brużyca Wielka.
Podczas II wojny światowej włączona do III Rzeszy. Po wojnie Szatonia powróciła do powiatu łódzkiego w woj. łódzkim jako jedna z 20 gromad gminy Brużyca Wielka. W związku z reorganizacją administracji wiejskiej jesienią 1954, Szatonia weszła w skład nowej gromady Brużyca Wielka (z wyłączeniem Zwierzyńca B, który włączono do Aleksandrowa Łódzkiego). W 1971 roku ludność wsi wynosiła 325.
Od 1 stycznia 1973 w gminie Aleksandrów Łódzki. W latach 1975–1987 miejscowość należała administracyjnie do województwa łódzkiego.
1 stycznia 1988 Szatonię (120 ha) włączono do Aleksandrowa Łódzkiego, oprócz 53 ha, które włączono do Łodzi.